# Klaus Berka

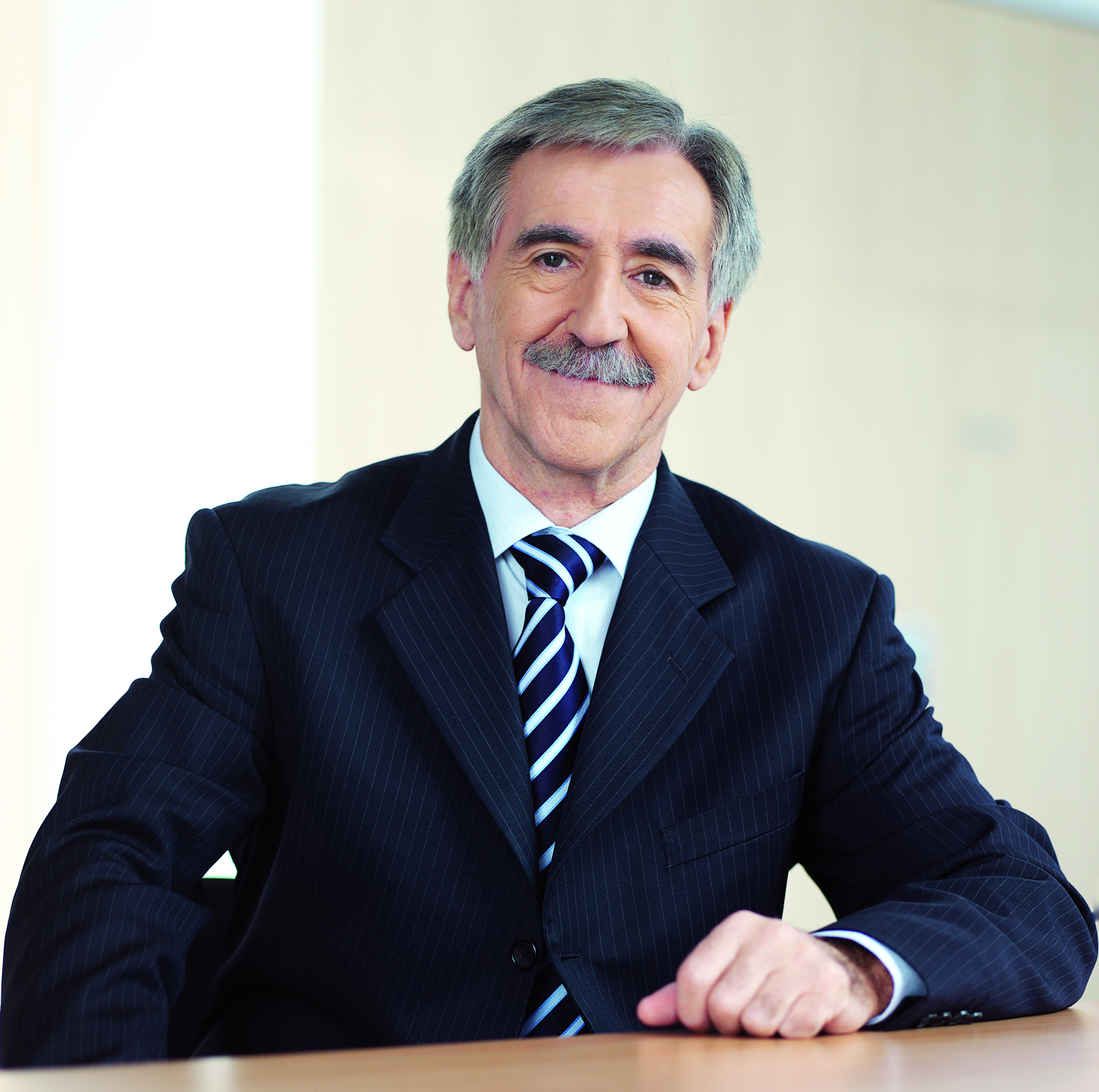
Klaus Berka

Klaus Berka (* 27. August 1949 in Burgk) ist ein deutscher Unternehmer.

## Leben
Klaus Berka erlebte seine Kindheit als Sohn einer alleinerziehenden Mutter auf Schloss Burgk. Von 1971 bis 1975 studierte er chemische Verfahrenstechnik an der Fachhochschule Köthen in Sachsen-Anhalt. Anschließend arbeitete er als wissenschaftlicher Mitarbeiter im Bereich Forschung und Entwicklung/Laserspektralanalyse im Kombinat Carl Zeiss Jena. Von 1979 bis 1990 arbeitete er im Vertrieb der Analysemesstechnik.
1990 erfolgte gemeinsam mit Jens Adomat und Walter Maul die Gründung der Analytik Jena. Im Sommer 2000 konnte diese erfolgreich an die Börse gebracht werden. Im Rahmen des Börsengangs reduzierte er seine Beteiligung an der Gesellschaft von 938.750 auf 752.250 Aktien, was mit einem Bruttoerlös von knapp 4,5 Mio. EUR verbunden war. Aktuell beträgt seine Beteiligung etwa 13,3 %.
Berka ist Mitglied der Geschäftsführung bei diversen Tochtergesellschaften der Analytik Jena AG, Aufsichtsratsvorsitzender der CyBio AG und mit einer Unterbrechung seit 2001 Aufsichtsratsmitglied des FC Carl Zeiss Jena. Er ist Vorsitzender des Hochschulrates der Ernst-Abbe-Fachhochschule Jena und Mitglied deren Förderkreises. Den Vorsitz des Förderkreises hatte er von 2002 bis 2009 inne. Nachdem Berka im Oktober 2016 den Vorstandsvorsitz von Analytik Jena an Ulrich Krauss abgab, wurde er Mitte Oktober 2016 zum Präsidenten des FC Carl Zeiss Jena gewählt. Nach zwei Amtszeiten teilte Berka mit, dass er für keine weitere Amtszeit zur Verfügung stehen wird. Sein Nachfolger wurde im Februar 2023 Ralph Grillitsch.
Klaus Berka ist verheiratet und hat einen Sohn, Alexander Berka, der früher ebenfalls bei der Analytik Jena arbeitete.

## Auszeichnungen
- Ernst-Abbe-Preis für innovatives Unternehmertum[9]